# 索梅尼勒
索梅尼勒（法語：Sommesnil，法語發音：[sɔmenil]）是法国滨海塞纳省的一个市镇，属于迪耶普区。

## 地理
索梅尼勒（49°42'41"N, 0°40'22"E）面积3.06 平方千米，位于法国诺曼底大区滨海塞纳省，该省份为法国北部沿海省份，其西部及北部濒大西洋英吉利海峡，东起顺时针与索姆省、瓦兹省、厄尔省和卡爾瓦多斯省接壤。
与索梅尼勒接壤的市镇（或旧市镇、城区）包括：克勒维尔、勒阿努阿尔、科地区埃里库尔、罗贝尔托。

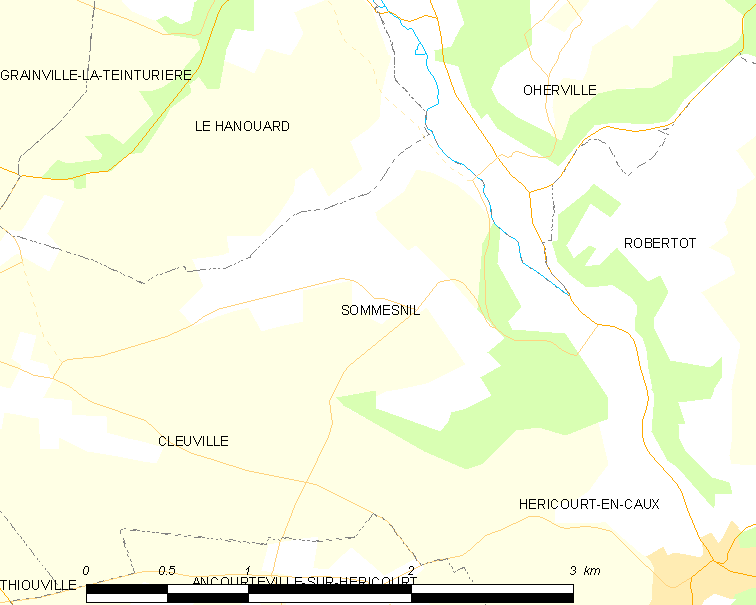
索梅尼勒的OSM定位图

索梅尼勒的时区为UTC+01:00、UTC+02:00（夏令时）。

## 行政
索梅尼勒的邮政编码为76560，INSEE市镇编码为76679。

## 政治
索梅尼勒所属的省级选区为科地区圣瓦勒里县。

## 人口

1962-2008年间索梅尼勒人口变化图示

索梅尼勒于2022年1月1日时的人口数量为112人。